# Grundschrift

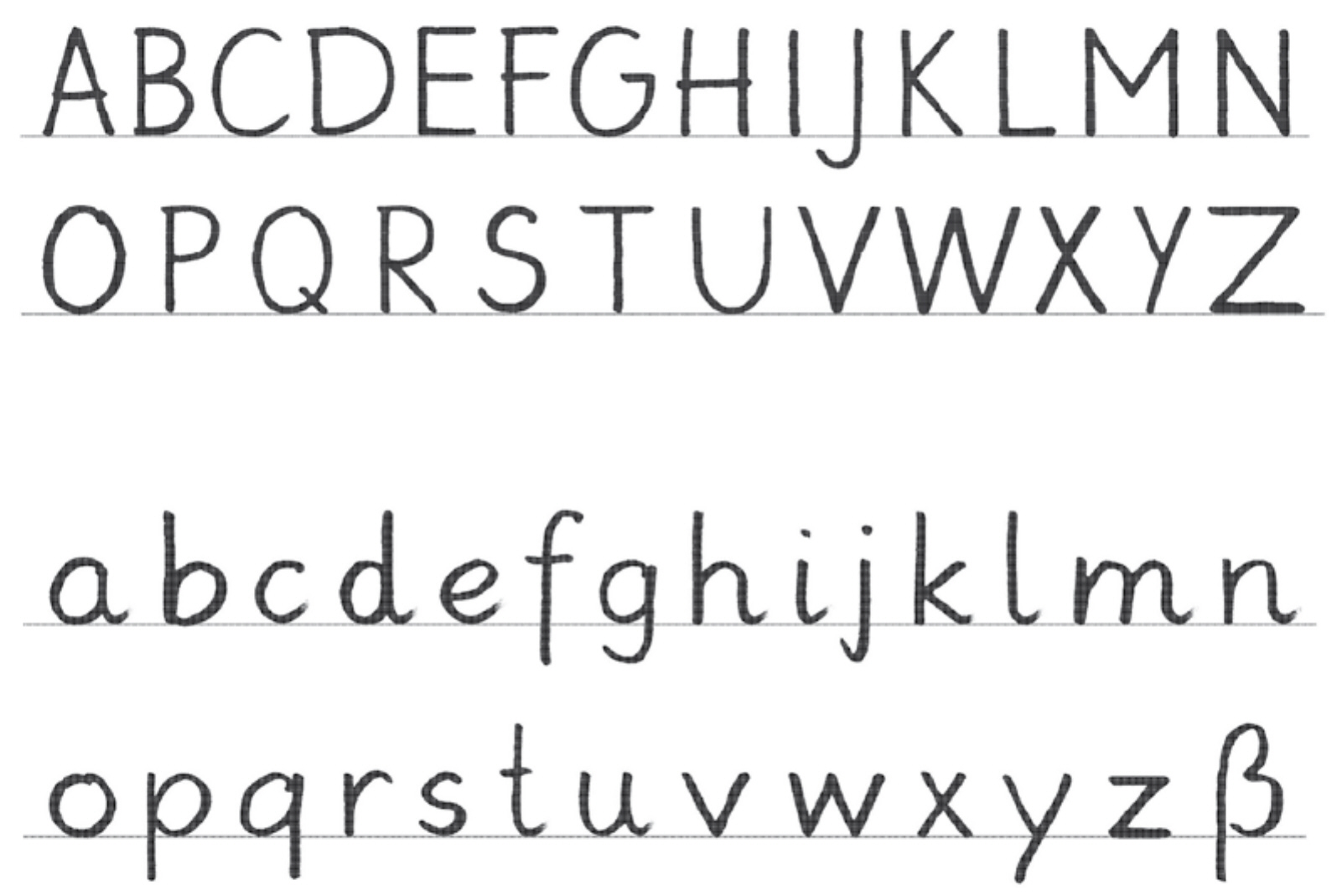
A hamburgi írástípus betűi

A Grundschrift (alapírás) a hamburgi iskolák által elfogadott egyszerűsített kézírás, amelyet 2011-ben a Német Általános Iskolai Tanárok Országos Szövetsége is támogatott.
A német iskolákban három különböző kézírás használatos: az 1953-ban bevezetett Lateinische Ausgangsschrift, az 1968-ban bevezetett Schulausgangsschrift és az 1969-ben bevezetett Vereinfachte Ausgangsschrift. Ezeket váltaná fel – egységes kézírási rendszert eredményezve – a Grundschrift.
A Grundschrift betűit külön-külön, „tömbökben” írják, akár a nyomtatott betűket, szemben a folyóírással, amelyben a betűk egymáshoz kapcsolódnak.

## Fordítás
Ez a szócikk részben vagy egészben  a   Grundschrift című angol Wikipédia-szócikk ezen változatának fordításán alapul.  Az eredeti cikk szerkesztőit annak laptörténete sorolja fel. Ez a jelzés csupán a megfogalmazás eredetét és a szerzői jogokat jelzi, nem szolgál a cikkben szereplő információk forrásmegjelöléseként.